# Noordoostpolder
Noordoostpolder este o comună în provincia Flevoland, Țările de Jos. Comuna ocupă majoritatea teritoriului polderului omonim din IJsselmeer, teritoriul acestuia fiind recuperat din mare, îndiguit și drenat în anii 1930-1940. 

## Localități componente
Bant, Creil, Emmeloord, Ens, Espel, Kraggenburg, Luttelgeest, Marknesse, Nagele, Rutten, and Tollebeek.